# 富久千代酒造

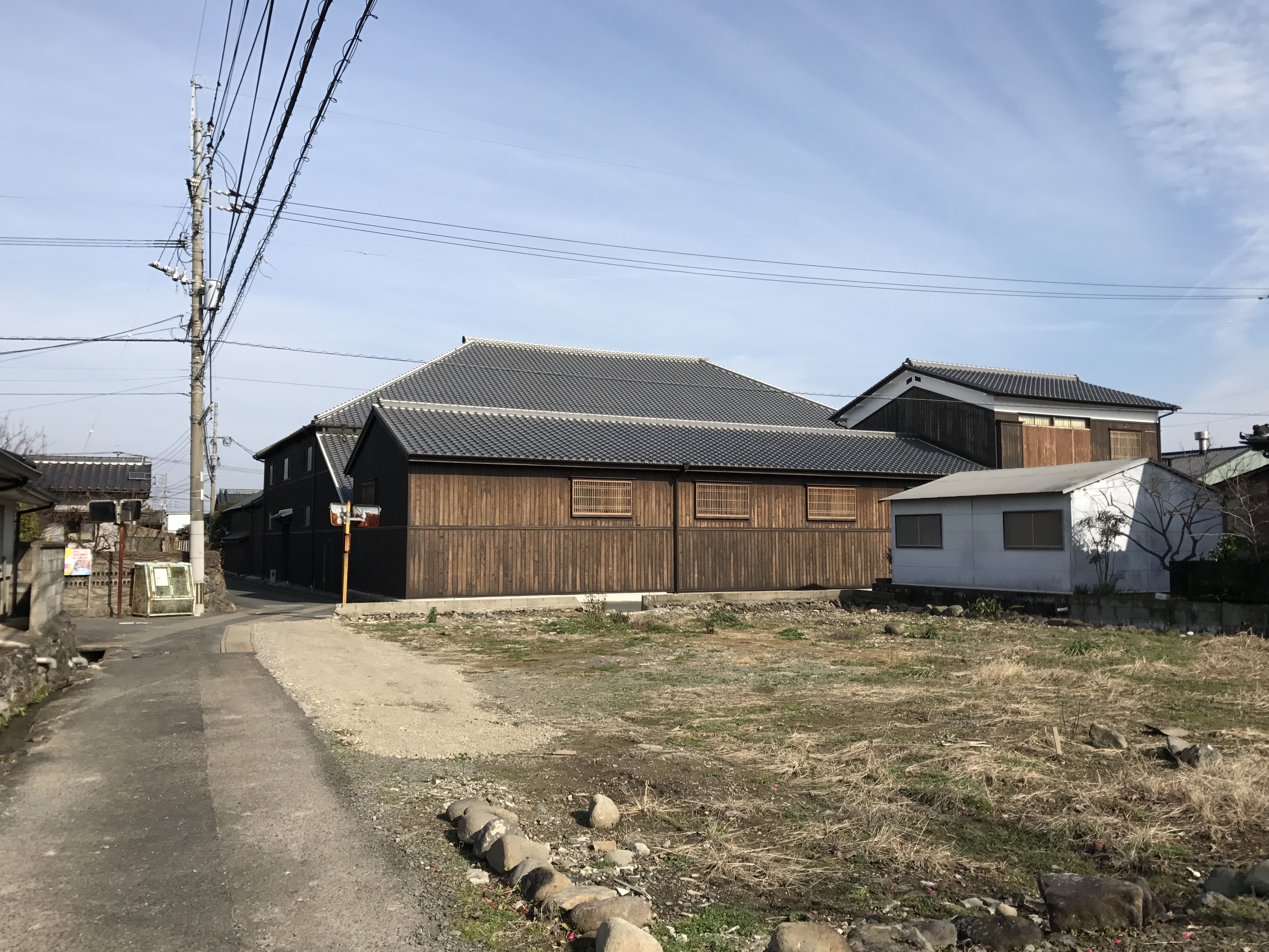
南西から見た富久千代酒造の建物群。中央手前が一号蔵。

富久千代酒造（ふくちよしゅぞう）は佐賀県鹿島市の酒造メーカー。年間生産量400石前後の小規模蔵だが、2011年にインターナショナルワインチャレンジで最優秀賞「チャンピオン・サケ」を獲得し全国的な知名度を獲得した。主な銘柄は「鍋島」。

## 沿革
大正末期の創業。当初の社名は「盛寿」だったが、戦時中の企業整備と戦後の復興を機に“千代に栄えて福きたる”という願いを込めて｢富久千代｣と改称した。社名と同じ「富久千代」や「泉錦」の銘柄で生産していたが、1987年に3代目蔵元となった飯盛直喜が、酒販の規制緩和により小規模蔵と地域の酒販店の生き残りがより困難になることを予測し、地元の小売店と新商品の開発に着手。1998年に構想3年の末「鍋島」を完成させた。なお名称は一般公募で行われ鍋島家の子孫からは許可を得ている。
当初は思うように販売が伸びなかった「鍋島」 それまでの銘柄 泉錦、富久千代から、鍋島にシフトした為、売り上げは急激に落ち、存続の危機に陥るが、2002年に第14回国際酒祭りinTOKYOの純米酒部門で日本一の座に着くと、翌2003年からは全国新酒鑑評会で7年連続金賞を受賞するなど評価を高めていき、2011年に2回目の挑戦となるインターナショナルワインチャレンジにおいて、純米酒の部で鍋島 特別純米が、吟醸酒・大吟醸酒の部で鍋島 大吟醸が金賞を受賞。さらに鍋島 大吟醸はその年の最優秀となる「チャンピオン・サケ」も獲得した。
鍋島は特約店のみの発売としており、蔵元での販売はしておらず、ネット販売もしていない。
2004年に寄棟造、桟瓦葺の一号蔵と、精米所、麹室が国の登録有形文化財に登録された。このうち精米所は2014年に試飲のできるギャラリーとして改装。2016年に日本デザイン振興会が選定するグッドデザイン賞を受賞した。

## 各種データ
- 主な銘柄：鍋島
- 所在地：佐賀県鹿島市浜町1244-1